# Neptis carpenteri
Neptis carpenteri är en fjärilsart som beskrevs av Eltringham 1922. Neptis carpenteri ingår i släktet Neptis och familjen praktfjärilar. Inga underarter finns listade i Catalogue of Life.